# لوید کلی
لوید کلی (انگلیسی: Lloyd Kelly؛ زادهٔ ۶ اکتبر ۱۹۹۸) بازیکن فوتبال اهل بریتانیا است که هم‌اکنون برای باشگاه فوتبال ای‌اف‌سی بورنموث در لیگ برتر فوتبال انگلیس به عنوان کاپیتان به میدان می‌رود.
از باشگاه‌هایی که در آن بازی کرده‌است می‌توان به باشگاه فوتبال بریستول سیتی اشاره کرد.
وی همچنین در تیم‌های ملی فوتبال زیر ۲۰ سال انگلستان و زیر ۲۱ سال انگلستان بازی کرده‌است.

## دوران باشگاهی

### بریستول سیتی
کلی در دوازده‌سالگی به عضویت تیم زادگاهش، باشگاه فوتبال بریستول سیتی درآمد و اولین بازی حرفه‌ای خود را برای بریستول سیتی در پیروزی ۵–۰ مقابل باشگاه فوتبال پلیموث آرگیل در جام اتحادیه باشگاه‌های انگلستان انجام داد. کلی اولین بازی خود در لیگ را در ۲۳ دسامبر ۲۰۱۷ در برابر باشگاه فوتبال کویینز پارک رنجرز انجام داد و تنها ۳ روز بعد اولین گل خود را در لیگ مقابل باشگاه فوتبال ردینگ به ثمر رساند.

### ای‌اف‌سی بورنموث
در ۱۸ مه ۲۰۱۹، کلی پس از ۸ سال حضور در بریستول سیتی، با مبلغی نامشخص، که ۱۳ میلیون پوند گزارش شده بود، با باشگاه لیگ برتری بورنموث قرارداد امضا کرد. او اولین بازی خود را برای بورنموث در یکی از بازی‌های جام اتحادیه باشگاه‌های انگلستان مقابل باشگاه فوتبال برتون آلبیون در ۲۵ سپتامبر ۲۰۱۹ انجام داد. اولین بازی او در لیگ برتر فوتبال انگلیس، در ژوئن ۲۰۲۰ انجام شد که به عنوان بازیکن تعویضی مقابل باشگاه فوتبال ولورهمپتون واندررز بازی کرد. او اولین گل خود را برای این باشگاه در ۱۷ آوریل ۲۰۲۱ در پیروزی ۳–۱ مقابل باشگاه فوتبال نوریچ سیتی به ثمر رساند.
کلی فصل ۲۰۲۱–۲۰۲۲ را در غیاب کاپیتان باشگاه، استیو کوک، با عنوان کاپیتان بورنموث را آغاز کرد. بعدتر با جدایی استیو کوک، موقعیت کلی به عنوان کاپیتان اول بورنموث تثبیت شد.

## دوران ملی
در اوت ۲۰۱۷، کلی اولین بازی خود را برای تیم زیر ۲۰ سال انگلستان انجام داد و در پیروزی ۳–۰ مقابل هلند به عنوان یار تعویضی وارد زمین شد. در ۱۲ نوامبر ۲۰۱۸، او اولین دعوت خود را به تیم زیر ۲۱ سال دریافت کرد و اولین بازی خود را به عنوان بازیکن تعویضی در دقیقه سوم در جریان پیروزی ۲–۱ مقابل ایتالیا در فرارا در ۱۵ نوامبر ۲۰۱۸ انجام داد.
کلی یکی از اعضای تیم ۲۳ نفره انگلیس برای مسابقات قهرمانی جام ملت‌های اروپا فوتبال زیر ۲۱ سال ۲۰۱۹ و جام ملت‌های اروپا فوتبال زیر ۲۱ سال ۲۰۲۱ بود.

## زندگی شخصی
از سن شش سالگی، کلی دوازده سال را در کنار خواهر و برادرش در پرورشگاه گذراند.